# Fenomeen van Raynaud
Het fenomeen van Raynaud is een situatie waarbij de bloedstroom naar ledematen (extremiteiten) zoals de handen en voeten in aanvallen vermindert (een vaatspasme). Dit komt doordat de spiertjes in de wand van de kleine slagaders tijdelijk verkrampen, waardoor de kleine slagaders vernauwen en aanvoer van bloed naar bijvoorbeeld de vingers afneemt. Hierbij worden de vingers eerst wit, dan blauw (cyanotisch) en ten slotte (bij opwarmen) rood. In de volksmond wordt ook wel gesproken van dode vingers. Dit fenomeen kan optreden bij plotselinge kou, maar ook weleens zonder duidelijke oorzaak. Deze aandoening is door Maurice Raynaud (1834-1881) in 1862 voor het eerst beschreven.
Als de klachten het gevolg zijn van een onderliggend probleem spreekt men van het fenomeen van Raynaud/secundaire raynaud; is er geen andere oorzaak voor te vinden dan noemt men het de ziekte van Raynaud/primaire raynaud.
Roken verhoogt de kans op een aanval. Het fenomeen van Raynaud kan een verschijnsel zijn bij andere aandoeningen zoals sclerodermie, arteriosclerose, vasculitis, reumatoïde artritis of het syndroom van Sjögren. Het kan ook optreden bij arbeiders die zeer langdurig met trillende gereedschappen hebben gewerkt (bijvoorbeeld drilboren). Ook het gebruik van orale anticonceptie kan dit fenomeen bij vrouwen veroorzaken.
Nifedipine, amlodipine, sildenafil (Viagra), ketanserine, isosorbidedinitraat en selectieve alfa1-blokkers kunnen gebruikt worden bij de behandeling. De effectiviteit van de medicijnen wisselt per persoon en is niet eenduidig.
N.B. Raynaud is niet hetzelfde als wintertenen of winterhanden, ook perniones genoemd.